# Lorraine (Quebec)
Lorraine é uma cidade localizada na província canadense de Quebec. A sua área é de 6,04 km², sua população é de 9 476 habitantes, e sua densidade populacional é de 1 570 hab/km² (segundo o censo canadense de 2011).

## Descrição
Lorraine foi fundada em 1960. Sua vocação é quase exclusivamente residencial. Nenhuma indústria está localizada no território da cidade. Apenas um setor comercial muito limitado está localizado na entrada principal da cidade, na fronteira com a Rodovia 640. O centro comercial Place Lorraine é composto por três edifícios e inclui um centro médico, uma farmácia, uma mercearia, um SAQ e algumas lojas. Quase toda a rede pública de distribuição de energia elétrica está enterrada. Uma grande parte da cidade é delimitada por uma floresta (Forêt du Grand Coteau), onde esqui e trilhas para caminhadas são organizadas.